# Sipot
Sipot is een bestuurslaag in het regentschap Aceh Barat van de provincie Atjeh, Indonesië. Sipot telt 123 inwoners (volkstelling 2010).